# نادي عفك
نادي عفك الرياضي نادي رياضي عراقي تأسس عام 1991 مقرة في محافظة الديوانية يلعب في دوري الدرجة الأولى العراقي.

## الإنجازات
بطل العراق بالدراجات الهوائية عام 2018 وذلك عن طريق المحترفة السورية ربا حيلاني.